# Детцем
Детцем (нем. Detzem) — община в Германии, в земле Рейнланд-Пфальц. 
Входит в состав района Трир-Саарбург. Подчиняется управлению Швайх.  Население составляет 552 человека (на 31 декабря 2010 года). Занимает площадь 5,56 км².